# Teerapong Puttasukha
Teerapong Puttasukha (tiếng Thái: ธีรพงศ์ พุทธสุขา; sinh ngày 11 tháng 2 năm 1987) là một cầu thủ bóng đá người Thái Lan thi đấu ở vị trí thủ môn cho Sisaket.